# Mahongwe
Mahongwe är ett periodiskt vattendrag i Burundi.   Det ligger i provinsen Bujumbura Rural, i den västra delen av landet, 14 kilometer sydost om huvudstaden Bujumbura.
Omgivningarna runt Mahongwe är en mosaik av jordbruksmark och naturlig växtlighet. Runt Mahongwe är det tätbefolkat, med 397 invånare per kvadratkilometer.